# Truly Madly Deeply – Ultra Rare Tracks
Truly Madly Deeply – Ultra Rare Tracks é uma compilação lançada pela dupla pop australiana Savage Garden em abril de 1998, exclusivamente no Japão.
Ela consiste em uma coletânea de lados B dos singles do primeiro álbum da banda. Foi lançada na esteira do êxito internacional do single de "Truly Madly Deeply", que também atingiu as rádios japonesas.

## Lançamento
Como nenhum dos três primeiros singles do Savage Garden foi lançado no Japão, em 1998, a Sony Music tomou a decisão de lançar todos os remixes e lados B incluídos nos singles australianos e europeus da banda como um álbum de compilação, como faixas ultra raras.
A coletânea também contou com três diferente versões do sucesso "Truly Madly Deeeply", o single mais atual da dupla naquele momento.
Apesar de "Mine" ser o lado B do single europeu de "I Want You", ela não foi incluída na compilação, pois já havia sido disponibilizada como faixa bônus na versão japonesa do álbum de estreia da banda.
A música "All Around Me" apareceu originalmente no lançamento australiano do álbum Savage Garden, mas foi removida quando o mesmo foi lançado internacionalmente. Mais tarde, ela apareceu como lado B do single britânico de "To the Moon and Back". Portanto, foi incluída aqui pois nunca havia sido lançada anteriormente no Japão.
Algum tempo após o lançamento, o álbum foi amplamente disponibilizado no Reino Unido através da HMV e da Virgin, que venderam cópias deste como importações em suas lojas britânicas.

## Faixas
1. "All Around Me" (B-Side de "To the Moon and Back") – 4:11
2. "Truly Madly Deeply" (Album Version) – 4:38
3. "Fire Inside the Man" (B-Side de "I Want You") – 4:24
4. "I'll Bet He Was Cool" (B-Side de "Break Me Shake Me")– 4:58
5. "I Want You" (Xenomania Funky Mix) – 4:34
6. "Love Can Move You" (B-Side de "Universe") – 4:47
7. "This Side of Me" (B-Side de "Universe") – 4:11
8. "Memories Are Designed to Fade" (B-Side de "To The Moon & Back") – 3:51
9. "To the Moon and Back" (Hani's Num Radio Edit) – 3:57
10. "Santa Monica" (Bittersweet Mix) – 5:00
11. "Break Me Shake Me" (Live Acoustic) – 4:18
12. "I Want You" (Live Acoustic) – 2:47
13. "Truly Madly Deeply" (Dub Mix) – 4:37
14. "Truly Madly Deeply" (Australian Version) – 4:37

## Ligações Externas
- Truly Madly Deeply – Ultra Rare Tracks no Discogs